# Thomas Maier (Politiker, 1991)
Thomas Maier (* 9. Jänner 1991 in Judenburg) ist ein österreichischer Politiker der Freiheitlichen Partei Österreichs (FPÖ). Seit dem 18. Dezember 2024 ist er Abgeordneter zum Steiermärkischen Landtag.

## Leben

### Ausbildung und Beruf
Thomas Maier machte nach Abschluss der Pflichtschule eine Ausbildung zum Kraftfahrzeugtechniker, ist jedoch nach Absolvierung des Präsenzdienstes seit 2010 Berufssoldat des österreichischen Bundesheeres. Nachdem er die Werkmeisterschule erfolgreich beendete, ist er derzeit Werkstättenleiter und Kommandant des Instandsetzungs-Zuges am Fliegerhorst Hinterstoisser.

### Politik
Maier ist seit 2018 Mitglied des Gemeinderates von Zeltweg sowie Stadtparteiobmann der FPÖ. Zusätzlich ist er stellvertretender Landesobmann der Aktionsgemeinschaft Unabhängiger und Freiheitlicher/Aktionsgemeinschaft freiheitlicher Heeresangehöriger in der Steiermark und in dieser Funktion als Personalvertreter im österreichischen Bundesheer tätig.
Bei der Landtagswahl 2024 kandidierte er für die FPÖ an sechster Stelle im Landtagswahlkreis 4, welcher die Bezirke Bruck-Mürzzuschlag, Leoben, Liezen, Murau und Murtal umfasst, und wurde, nachdem Spitzenkandidat Mario Kunasek sowie Hannes Amesbauer in die Landesregierung einzogen, direkt in den Steiermärkischen Landtag gewählt. Am 18. Dezember 2024 wurde er in der konstituierenden Sitzung der XIX. Gesetzgebungsperiode als Abgeordneter zum  Steiermärkischen Landtag angelobt.